# アドルフ・ダルシアク
エティエンヌ・ジュール・アドルフ・デミエ・ド・サン＝シモン・ダルシアク子爵（Etienne Jules Adolphe Desmier de Saint-Simon, Vicomte d'Archiac、1802年9月24日 - 1868年12月24日）はフランスの地質学者、古生物学者である。

## 生涯
ランスで生まれた。サン・シール陸軍士官学校で教育を受け、1830年までの9年間、騎兵将校と軍務についた。歴史小説を書いたが、地質学の研究に移った。1835年から第三紀、白亜紀のフランス、ベルギー、イギリスの生成について、特に化石の分布や層序について記述した。さらにシルル紀、デボン紀、石炭紀の形成について研究した。
主著に1847年から1860年をかけて発刊された8巻の『1984年から1859年の間の地質学の進歩』(Histoire des progres de la geologie de 1834 a 1859) がある。その他に、Paleontologie stratigraphique (1864-1865); Geologie et paleontologie (1866); de Tchihatcheff's Asie mineure (1866) などの著書がある。
1853年にロンドン地質学会からウォラストン・メダルを受賞した。1857年にフランス科学アカデミーの会員に選ばれ、1861年にパリ自然史博物館の古生物学の教授に任命された。晩年はうつ病になり、セーヌ川に投身自殺した。